# Lyons (Indiana)
Pour les articles homonymes, voir Lyons.
Lyons est une ville du comté de Greene, dans l’Indiana, aux États-Unis.